# Dziboni
Dziboni (Gibboni) – polski herb szlachecki z indygenatu.

## Opis herbu
Opis z wykorzystaniem klasycznych zasad blazonowania:
Na tarczy dzielonej w pas, w polu górnym, czerwonym, pół orła czarnego z dziobem złotym, w polu dolnym, zielonym, miecz srebrny z rękojeścią złotą, między dwoma kogutami walczącymi, naturalnymi.
Klejnot: nad hełmem w koronie ramię zbrojne, trzymające pistolet srebrny.
Labry: czerwone, podbite zielonym.
Juliusz Karol Ostrowski nie znał barw tego herbu, a ponadto podawał miecz w klejnocie w miejsce pistoletu.

## Najwcześniejsze wzmianki
Zatwierdzony indygenatem Janowi Dziboniemu, z rodziny włoskich kuźników, 20 marca 1654. Herb znany bez podania barw z opisów słownych w Volumina Legum, w herbarzu Kaspra Niesieckiego i Borkowskiego oraz z pieczęci z 1664. Przytoczone barwy oraz pistolet w klejnocie pochodzą z oryginalnego dokumentu indygenatu.

## Herbowni
Ponieważ herb pochodził z nobilitacji osobistej, prawo do niego ma tylko jedna rodzina herbownych:
Dziboni (Gibboni).